# Panzerbrigade 109
De Duitse Panzerbrigade 109  was een Duitse Panzerbrigade van de Wehrmacht tijdens de Tweede Wereldoorlog. De brigade kwam voornamelijk in actie rond Debrecen in Hongarije in  de herfst van 1944. 

## Krijgsgeschiedenis

### Oprichting
Panzerbrigade 109 werd opgericht op 19 juli 1944 (tot 25 juli) op Oefenterreinen Grafenwöhr en Estergom uit o.a. delen van de opgeheven 25e Panzerdivisie. De staf van de brigade werd gevormd uit delen van de staf van Panzergrenadierregiment 147. De Panzerabteilung kwam uit vervangingseenheden. Het Panzergrenadierbataljon 2109 werd op het Hongaarse oefenterrein Esztergom herbouwd uit resten van de 25e Panzerdivisie. Op het oefenterrein Örkény, 35 kilometer ten zuidoosten van Boedapest, ontving de brigade zijn laatste tanks, halfrupsvoertuigen en andere zware wapens.

### Inzet
De brigade was eind september 1944 operationeel en delen werd ingezet ter beveiliging van het gebied ten noorden van Kecskemét / Tisza. Het grootste deel van de brigade werd vanwege de heersende coalitieonzekerheid in de buurt van Boedapest gehouden. Na de aankomst van de eerste onderdelen van de 24e Panzerdivisie (vanaf de Dukla-pas), en de schwere Panzer-Abteilung 503 in de buurt van Boedapest en het mislukken van de Hongaarse staatsgreep in Boedapest, verplaatste de brigade zich vanaf 11 oktober per spoor naar Panzergruppe "Breith" in de stellingen rond Debrecen. Op 12 oktober 1944 vielen de brigade onmiddellijk aan. Deze poging om onder bevel van Kampfgruppe Pape en met delen van de Panzergrenadierdivisie "Feldherrnhalle" de aanvoerroute naar de 1e, 13e en 23e Panzerdivisies te openen, mislukte aanvankelijk. De reden was waarschijnlijk het wegtrekken van het gros van de Kampfgruppe ter ondersteuning van de 13e Panzerdivisie. Een tweede poging, nu in samenwerking met de 23e Panzerdivisie, opende vervolgens de aanvoerroute naar Püspökladány voor een korte maar cruciale tijd. De brigade werd vervolgens grotendeels in de nacht naar 16 oktober verzameld in Debrecen. En werd onmiddellijk gebruikt om dreigende vijandelijke doorbraken door Sovjet gemechaniseerde cavalerie-eenheden in het gebied ten oosten van Debrecen op te vangen en te blokkeren. Van 18 tot 22 oktober  werd de brigade ingezet voor de verdediging rond Debrecen. Daarna voerde ze tegenaanvallen uit samen met de 23e Panzerdivisie om de vijand te onderscheppen die oostelijk van Debrecen naar het noorden oprukte. De brigade ontruimde Debrecen in de nacht van 20 oktober 1944 en week vechtend naar het noordwesten uit, naar de overgangen over de Tisza in Tiszafüred. Op 22 en 23 oktober werd de brigade ingezet bij Kampfgruppe Schütt in het gebied rond Téglás – Hajdúböszörmény, in verdediging en met tegenaanvallen. Tot eind oktober vocht de brigade in het gebied ten noorden van Debrecen bij Nyíregyháza, ten oosten van de Tisza. Gedurende de hele inzet werd de Panzerbrigade 109 eigenlijk alleen gefragmenteerd ingezet, werd “van divisie naar divisie doorgegeven” en werd daarbij volledig opgebrand.

### Einde
Panzerbrigade 109 werd in november 1944 in Hongarije opgenomen in de Panzergrenadierdivisie "Feldherrnhalle" en daarmee opgeheven. De Panzerabteilung werd omgevormd tot Panzerabteilung FHH.

### Slagorde
- Panzerabteilung 2109 met 4 compagnieën (3 Panther tank compagnieën (40 stuks), 1 Jagdpanzer IV compagnie (11 stuks))
- Panzergrenadierbataljon 2109 met 5 compagnieën
- Brigade-eenheden met nummer 2109

## Commandanten
| Rang           | Naam                  | Begin         | Eind          |
| -------------- | --------------------- | ------------- | ------------- |
| Oberstleutnant | Baier                 | juli (?) 1944 | ?-1944        |
| Oberstleutnant | Joachim Helmuth Wolff | ?-1944        | november 1944 |